# 경영학
경영학(經營學, 영어: business administration, business management)은 기업의 운영과 계획, 평가, 지속을 위한 학문이다. 20세기 산업 구조가 복잡해지고 수많은 기업들 사이에 경쟁이 치열해졌다. 실제 회사 경영에 요구되는 지식 체계화와 이를 전달하고자 경제학에서 실천적 이론 위주의 학문으로서 독립한 학술 분야이다. 경영학 기본 연구는 기능적으로 구분하면, 생산관리, 인사조직, 마케팅, 재무, 회계와 최근에 포함된 경영정보시스템 등으로 구분한다. 경영학의 연구 분야는 기업과 기업 환경 사이에서 발생하는 실제적 문제들이다. 국민 경제와 기업의 발전, 즉 효율적이고 수익성의 향상을 위한 계획이나 조직 체계의 개선책에 관한 연구와 실천에 경영학을 적용한다. 이 점에서 경영학은 경제학의 이론을 적용하며, 심리학, 통계학, 교육학, 기초공학 등과 연계하여 기업의 경영을 위한 응용 학문이다.
그러나, 경영학은 연구 분야가 조직의 운용·조직·지휘 등을 체계적으로 연구하는 학문이라는 특성으로 경제나 기업 활동에 국한된 학문이 아닌 모든 조직에 접목 가능한 학문이다.

## 개요

### 분류
경영학의 목적인 기업 및 조직에 관한 현상을 밝히는 점에서 인간과 인간의 의사 및 의지로 관계가 발생하는 사회현상을 연구하는 사회과학 범주에 속한다.

### 특성
경영학의 학문적 특성은 크게 '이론과학인가 실천과학인가'와 '과학인가 기술인가'로 논한다.
우선 경영학은 경영현상을 이론적 연구방법으로 사실적으로 분석해 원리를 논리적으로 세워나가면서 하나의 원칙을 완성하는 특성의 이론과학이다. 반면 경영학은 목적을 달성하는 여러 가지 방법이나, 수단들 중에서 무엇을 선택할지, 이상적일지 그리고 최소한은 어떻게 할지에 대한 실천원리를 연구하는 실천과학이기도 하다. 이런 점에서 경영학은 이론과학과 응용과학 양면성을 모두 갖추며 이론과학과 응용과학이 서로 상호보완적인 관계에 있다.
한편 어떤 학술 분야를 과학으로 분류하려면 특정 대상을 경험하고 얻은 자료로 객관적이고 보편적인 법칙이나 원리, 이론을 도출하고 동출한 결과를 합리적이고 실증적인 지식 체계이며 이것을 타당하게 기술해야 한다. 과학과 기술을 구분하자는 주장이 등장하면서, 경영학자들 사이에서 경영학이 과학인지 기술인지에 논쟁이 있었고, 경영학에서 기술적인 측면을 부각했었다. 하지만 제2차 세계 대전 이후 경영학은 과학적인 학문으로 주장을 제기하며 이에 부응해 현재의 경영학은 과학적인 측면과 기술적 측면을 동시에 지닌 응용학문이다.
종합하자면, 경영학은 경영활동을 연구대상으로 하여 이론, 실천, 과학과 기술 네 가지 측면을 모두 지니는 종합 학문이라고 정리할 수 있다.

### 목적
경영학의 목적은 우선 경영과 관련된 여러 현상들을 설명해, 경영자가 실제 상황에서 문제점들을 해결할 수 있도록 하는 데에 있다. 궁극적으로는, 경영 현장에서 일어나는 여러 가지 문제점들을 완벽하게 과학적으로 분석 할 수는 없지만, 지도가 현실을 완벽하게 반영하지 못할 지라도 도움이 되듯, 경영학 또한 마찬가지라 할 수 있다.
두 번째로는, 타인에게 왜 그렇게 경영을 해야하는지 이론적으로 설명 할 수 있어야 하기 때문이다. 어떤 경영자가 다른 사람에게 용어가 불분명하거나 자신만 이해할 수 있는 논리를 설명한다면 의사 소통에 어려움을 겪을 수 있다. 따라서 경영자는 이러한 문제점을 해소하기 위해 경영학적 소양이 반드시 필요하다.
세 번째로, 경영학은 인류의 삶의 질을 증진시킬 수 있는 직접적인 지식도구이기 때문이다. 경영학적 지식을 통해 성공적으로 기업을 운영할 수 있게 되면 사회에서 요구하는 제품과 서비스를 제공해 고객의 삶의 질에 도움이 되며 근무자의 직무 만족까지 충족되어 기업이나 주주의 이익 뿐만이 아니라 인간의 생활상, 국가경쟁력 향상 등, 생태계의 순환처럼 사회에 큰 기여를 할 수 있다.

## 역사
- 고전적 경영학
- 행동학적 경영학
- 계량 경영학
- 지속가능경영(Sustainable Management)
- 현대의 경영학(Contemporary Management)
- 경영정보
  - 피터 드러커

## 경영학의 분류

### 마케팅전공
- 마케팅관리
- 소비자행동
- 광고론
- 시장조사론

### 인사조직[6]전공
- 조직
  - 노사관계
  - 조직관리
  - 조직행동
  - 조직구조
  - 조직개발
- 인적자원
  - 인적자원관리
  - 인적자원개발
- 리더십
- 경영전략[7]

### 생산운영 전공
- 생산관리
- 품질경영
- 공급사슬관리
- 기술경영
- 물류관리
- 서비스운영

### 재무금융[8]전공
- 기업재무
- 투자
- 금융기관
- 금융공학(파생상품/자산가격결정)
- 시장미시구조
- 보험

### 회계전공
- 재무회계
- 원가회계
- 관리회계
- 세무회계
- 회계감사

### 기타
- 경영전략 전공
- 국제경영 전공
- 창업학
- 중소기업경영
- 프로젝트관리
- 경영컨설팅
- 아시아지역학

## 유사과학 논쟁
경영학에서 일반화하는 이론 및 개념은 사실 학술적 조건의 엄밀성을 채우지 못한 것이다. 가령, 소비자 심리학에서 경영학은 이미 사장된 심리학 이론 또는 표본과 그 크기가 엄밀하지 못한 연구를 무비판적으로 담는 경우가 많다. 게다가, 경영학 자체의 학문적 방법론도 일반적인 사회과학과 차이가 심하며, 엄연히 유사과학으로 분류될 수 있다는 비판이 제기되고 있다.

## 같이 보기
- 경영
- 기업
- 조직관리론
- 경제학
- 재정학
- 행동과학